# اینجی تورکای
اینجی تورکای (انگلیسی: İnci Türkay; ۱۵ ژوئیهٔ ۱۹۷۲) بازیگر اهل ترکیه است.